# Plérôme
Plérôme est un terme provenant du grec ancien : πλήρωμα (pleroma) qui signifie « plénitude ». Il désigne également le monde céleste, formé par l'ensemble des éons que le croyant gnostique pense qu'il atteindra à la fin de son aventure terrestre. Ce terme se retrouve une quinzaine de fois dans le Nouveau Testament. Il est également présent dans la pensée platonicienne et dans certains textes de Carl Gustav Jung.

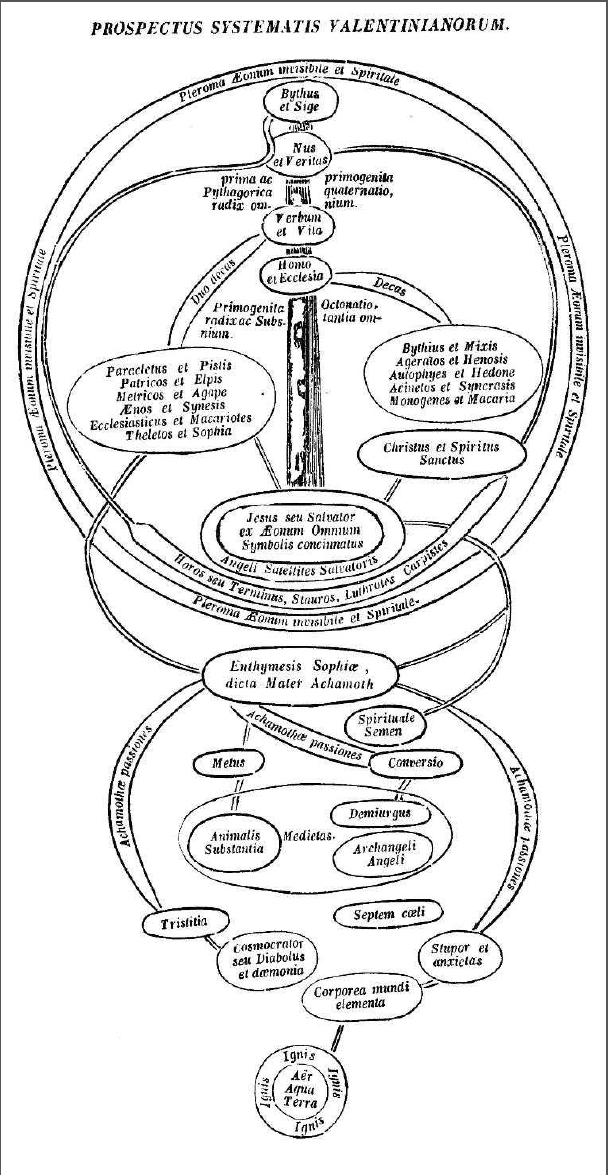
Plérôme valentinien

## Le plérôme (plénitude) dans le Nouveau Testament
Dans le Nouveau Testament, le mot plérôme signifie « plénitude ». Il apparaît par exemple dans la prière de saint Paul (Épître aux Éphésiens, III, 19) : « Ainsi, vous recevrez la force de comprendre, avec tous les saints, ce qu'est la Largeur, la Longueur, la Hauteur et la Profondeur, vous connaîtrez l'amour du Christ qui surpasse toute connaissance, et vous entrerez par votre plénitude dans toute la Plénitude de Dieu. » 

## Le Plérôme chez les gnostiques
Selon Charlotte A. Baynes, « dans la langue des gnostiques, plèrôma dénote deux idées principales. D'une manière générale, il signifie la plénitude des perfections et attributs divins, en contraste absolu, comme terme positif, avec l'aspect négatif de la Déité ineffable dont nul esprit humain ne peut former un concept défini. En second lieu, il désigne le Monde Idéal, l'archétype et le modèle parfait caché au ciel, dont toute manifestation phénoménale subséquente est une copie imparfaite ».
La doctrine de Valentin, un gnostique égyptien vivant sous l'empereur Hadrien, emprunte au Timée de Platon son opposition de l'éternité et du temps, de l'Entité immuable, au-dessus du temps, et des entités mobiles, celles qui président aux  périodes cosmiques. Selon saint Irénée, dans la gnose, chaque type d'homme retournera à l'élément qui lui est consubstantiel, garantissant ainsi un retour du semblable au semblable : « les Valentiniens ont assigné pour lieu propre aux pneumatiques l’intérieur du plérôme, aux psychiques l’Intermédiaire, aux somatiques l’élément terrestre : contre cela, assurent-ils, Dieu ne peut rien, mais chacun des êtres susdits retourne à ce qui lui est consubstantiel (II, 14, 6) ». 
Le Plérôme, réunion de toutes les entités, ressemble au monde intelligible qui contient les archétypes du réel. D'après le témoignage du Pseudo-Hippolyte de Rome, le Plérôme de Valentin comprend 34 éons (le Père et Jésus compris), ou 33 (sans Sigè), ou 28 (Père/Silence, Intellect/Vérité, Logos/Vie, + 10 émanant d'Intellect/Vérité + 12 émanant de Logos/Vie) ou 30 (si l'on écarte Sigè et Sophia des éons intérieurs, et, comme éons extérieurs, Stauros-Horos, Jésus ; ou si l'on groupe 28 + Christ/Esprit-Saint).
- « Ici surgit entre les Valentiniens un grave désaccord : les uns (...) pensent que le Père n'a comme compagne aucun principe féminin, mais qu'il est seul ; les autres... se croient obligés d'associer au Père même de l'univers, pour qu'il devienne père, une épouse, Sigè (le Silence)... Le Père, seul comme il était, émit donc lui-même et engendra l'Intellect et la Vérité, c'est-à-dire une dyade, qui devint la souveraine, le principe et la mère de tous les Éons que les Valentiniens comptent à l'intérieur du Plérôme. L'Intellect, émis en même temps que la Vérité par le Père, fils fécond d'un père fécond, émit à son tour le Logos et la Vie, imitant ainsi le Père. Le Logos et la Vie émettent l'Homme et l'Église. L'Intellect et la Vérité (...) firent l'offrande d'un nombre parfait, de dix Éons (...). Il y a dix éons qui procèdent de l'Intellect et de la Vérité, et douze qui procèdent du Logos et de la Vie. Cela fait en tout vingt-huit éons. Voici les noms que les Valentiniens donnent aux dix éons : Bythos (fond, abîme) et Mixis (mélange), Agératos (exempt de vieillesse) et Hénosis (réduction à l'unité), Autophyès (qui naît de soi-même) et Hédoné (plaisir), Acinétos (non mû) et Syncrasis (mélange), Monogénès (engendré seul) et Macaria (bienheureuse)... Quant aux douze éons, ils procèdent selon les uns de l'Homme et de l'Église, et selon les autres du Logos et de la Vie. Ils leur attribuent les noms suivants : Paraclétos (avocat) et Pistis (foi), Patricos (paternel) et Elpis (espérance), Métricos (maternel) et Agapé (amour), Aeinous (intarissable) et Synésis (compréhension), Ecclesiasticos (faisant partie de l'Église) et Macaristé (bienheureuse), Thélétos (voulu) et Sophia (habileté, sagesse). Le douzième des douze éons et le dernier de l'ensemble des vingt-huit éons, du sexe féminin et appelé Sophia (habileté, sagesse), remarqua la multitude et la puissance des éons (...). Elle pleurait et se lamentait pour avoir enfanté un avorton, suivant l'expression des Valentiniens (...). L'Intellect et la Vérité émirent Christ et l'Esprit-saint pour donner à l'avorton forme et organisation, consoler Sophia et apaiser ses gémissements. Il y eut désormais trente éons, en comptant Christ et le Saint-Esprit (...). Pour dérober entièrement à la vue des éons parfaits la laideur de l'avorton, le Père émet lui-même un nouvel et unique éon, Stauros (le pieu, la palissade) (qui) devient la limite du plérôme et renferme à l'intérieur de lui-même tous les trente éons ensemble ; ce sont ceux qui ont été émis. Cet éon est appelé Horos (limite), parce qu'il sépare du plérôme ce qui a été laissé en dehors (...). Les trente éons résolurent donc à l'unanimité d'émettre un unique éon, fruit commun du plérôme (...) : Jésus, car c'est son nom, le grand souverain pontife[6]. ».

## Le Plérôme chez Carl Gustav Jung
Dans son ouvrage Les Sept Sermons aux morts, habituellement qualifié de « gnostique » et dont il attribue la substance à Basilide, Carl Gustav Jung enseigne ainsi ce qu'est le Plérôme :
« Le néant est à la fois vide et plein… Chose infinie et éternelle, le néant n'a pas de qualité puisqu'il les a toutes… Ce plein ou ce vide, nous le nommons Pléroma. En lui cessent toute pensée et toute existence, puisque l'éternité et l'infini ne possèdent aucune qualité. En lui n'existe aucun être vivant, puisqu'alors il devrait être distinct du Pléroma possédant des qualités qui le différencieraient de lui… ».
Il oppose à cet omniprésent non-être ce qu'il appelle la Créatura. « La Créatura ne fait pas partie du Plérôma, elle a une existence propre (...). La Créatura est la seule chose stable et certaine, car elle est empreinte de qualité, plus, elle est la qualité même.
Notre nature profonde, intime, est la différenciation. Nous en sommes en quelque sorte, le principe même, et nous procédons en quelque sorte d'un processus de Création. Quitter cette nécessaire différenciation nous conduirait à la dissolution, et nous pousserait en même temps à atteindre le "différent et le pareil", la différenciation que l'indifférenciation. »
Jung assimile l'abandon de l'individuation humaine à une régression. Il affirme cependant : « Ce n'est pas la différenciation que vous devez vous efforcer d'atteindre, mais c'est votre différence propre. »
Il déclare que sur le plan spirituel, le Plérôme diffuse sa lumière dans l'air ambiant, et que sur ce plan, nous faisons partie intégrante de l'infini et de l'éternité.
Jung distingue au sein du Plérôme (en tant que Creatura vouée à la séparation) dix paires d'opposés, de couples de contraires. On y retrouve par exemple l'énergie et la matière, le bien et le mal, l'unité et la multiplicité. Mais ces couples n'ont pas d'existence, car chaque élément de la paire se compense et s'annule (Sermo 1)[incompréhensible]. On retrouve, entre le Plérôme et la créature, les éléments d'un dialogue intérieur qui constitue la véritable individuation humaine, ceci au moyen de données ésotériques et gnostiques.

### Œuvres
- Source : Irénée de Lyon, Contre les hérésies, livre I, trad. Adelin Rousseau (1965-1982), Cerf, 1984, 749 p.
- Source : Hippolyte de Rome, Philosophumena, ou Réfutation de toutes les hérésies, livre VI, trad. Augustin Siouville (1928), Milan, Archè, 1988, 249 p.
- Écrits gnostiques, Paris, Gallimard, coll. « La Pléiade », 2007, 1830 p.
- Carl Gustav Jung, Les Sept Sermons aux morts (Septem sermones ad mortuos, 1916), trad. Élisabeth Bigras, Paris, L'Herne, 1996, 147 p.

### Études
- Jean-Marc Narbonne, « L'énigme de la non-descente partielle de l'âme chez Plotin : la piste gnostique / hermétique de l'ὁμοούσιος », Laval théologique et philosophique, vol. 64, no 3,‎ octobre 2008, p. 691-708 (lire en ligne)
- H. Leisegang, (1924), La gnose, Paris, Payot, 1971, coll. "PBP".
- (en) V. Macdermot, The Concept of Pleroma in Gnosticism, in M. Krause (éd.), Gnosis and Gnosticism, Nag Hammadi Studies, 17, Leiden, 1981, p. 76-81.
- Madeleine Scopello, Les Gnostiques, Paris, Le Cerf, 1991.